# Nélida Piñón
Nélida Piñón   (Rio de Janeiro, 3 de maig de 1937 - Lisboa, 17 de desembre de 2022) va ser una escriptora brasilera.

## Biografia
Nascuda el 3 de maig de 1937 a Rio de Janeiro, en una família d'arrels gallegues. El seu nom és un anagrama del nom del seu avi matern, Daniel. Va estudiar i es va graduar en periodisme a la Pontifícia Universitat Catòlica de Rio.
Va ser editora i membre del consell editorial de diverses revistes al Brasil i l'exterior. També va ocupar càrrecs en el consell consultiu de diverses entitats culturals a la seva ciutat natal. Així mateix és professora de literatura convidada de moltes universitats.

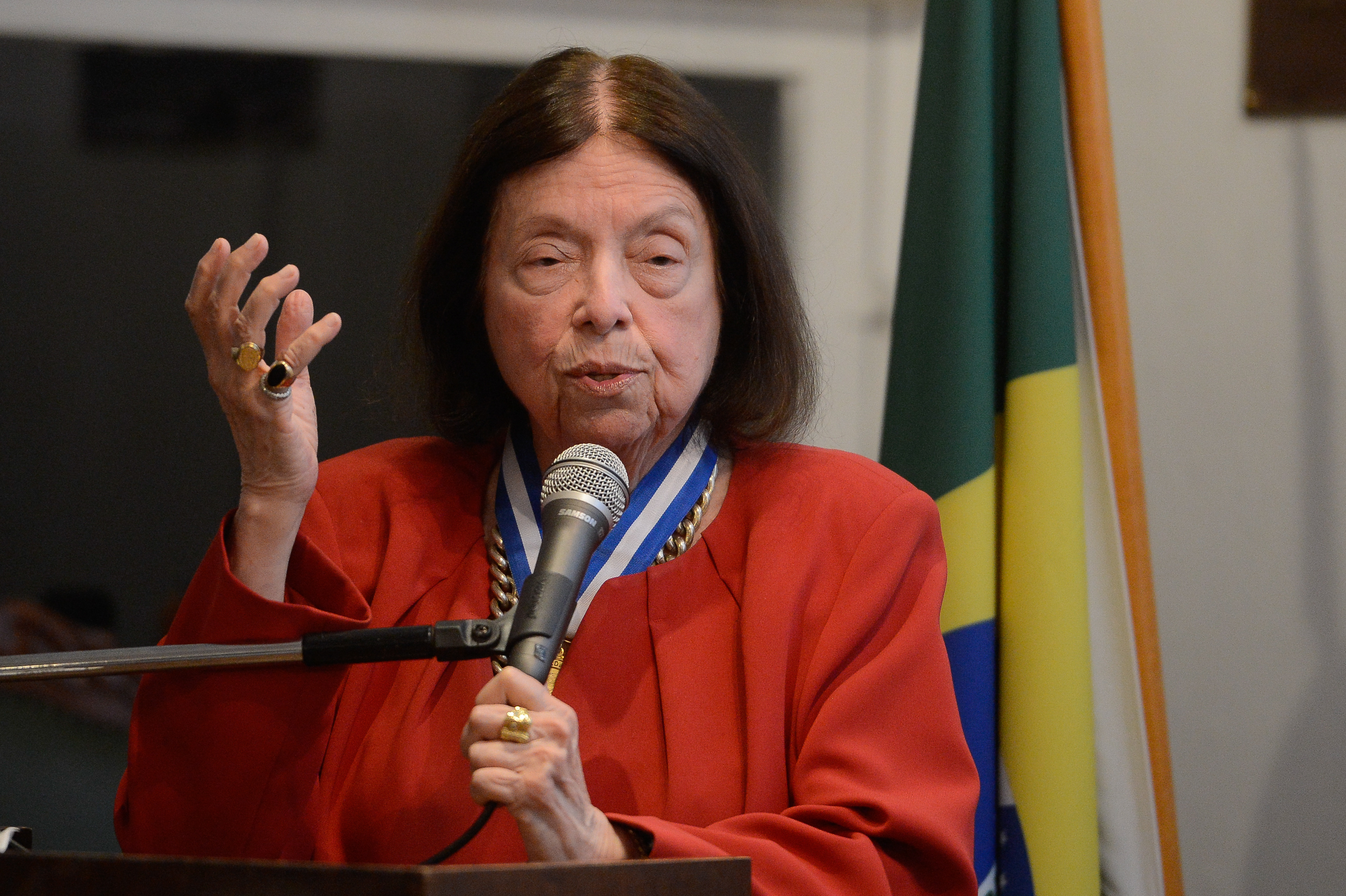
2017

Es va iniciar en la literatura amb la novel·la Guia-mapa de Gabriel Arcanjo, publicat el 1961, que conté temes com el pecat, el perdó i la relació dels mortals amb Déu. Durant la dictadura militar, va ser una veu opositora al règim. També va destacar per la seva lluita feminista. El seu llibre A república dos Sonhos tracta de l'emigració concreta que van realitzar els seus avis des de Galícia fins al Brasil, i totes les penúries que van passar. La seva obra ha estat traduïda a Alemanya, Itàlia, Espanya, Rússia, Estats Units, Cuba i Nicaragua.
Piñón va ser la primera dona en arribar a ser presidenta de l'Acadèmia Brasilera de Lletres el 1996. També va ser membre corresponent de les Acadèmies mexicana i espanyola. L'any 1973 va guanyar el premi APCA, el 1995 va obtenir el Premi Juan Rulfo, el 1996 va ser condecorada amb l'Orde del Mèrit Cultural, el 2003 va obtenir el Premi Internacional Menéndez Pelayo, i el 2005 fou guardonada amb el Jabuti i el Premi Príncep d'Astúries de les Lletres «per la seva incitant obra narrativa, artísticament sustentada en la realitat i la memòria, i també en la fantasia i els somnis».
L'any 2021 va ser-li concedida la nacionalitat espanyola.

## Obres publicades
| - Guía-mapa de Gabriel Arcanjo (1961) - Madeira feita de cruz (1963) - Tempo das frutas (1966) - Fundador (1969) - A casa da Paixão (1972) - Sala de armas (1973) - Tebas do meu coração (1974) - A força do destino (1977) - O calor das coisas (1980) - A república dos sonhos (1984) | - A doce canção de Caetana (1987) - O pão de cada dia (1994) - Até amanhã, outra vez (1999) - O presumível coração da América (2002) - Vozes do deserto (2004) - Aprendiz de Homero (2008) - A Camisa do Marido (2014) - Filhos da América (2016) - Um dia chegarei a Sagres (2020) |

### Traduccions al català
- Piñon, Nélida. La roda del vent. Traducció: López, Gorettii. 1a. ed.  Barcelona: Cruïlla, 1999. ISBN 84-8286-782-2.